# خشم فرشتگان
خشم فرشتگان (به انگلیسی: Rage of Angels) نام رمانی است که توسط سیدنی شلدون نوشته شده‌است.

## خلاصه
داستان دختری به نام جنفیر پارکر می‌باشد .دختری که جزء ممتازترین شاگردان در
دنشگاه حقوق بود.او سال‌های طولانی و ملال آور را در دانشکده حقوق به پایان
رساند تا بالاخره به آرزوی دیرینه خودش،یعنی وکیل شدن رسید.اما در اولین روز
حضورش در دادگاه اتفاقی برای جنیفر افتاد ،اتفاقی غیرقابل پیش‌بینی ،اتفاقی
که سرنوشت او را عوض کرد.جنیفر در دام مافیا افتاد...........